# Batalha dos Guararapes (Victor Meirelles)
Batalha dos Guararapes é uma pintura a óleo produzida entre 1875 e 1879, que representa uma cena de guerra do primeiro confronto da Batalha dos Guararapes ocorrida no século XVII na Capitania de Pernambuco, que culminou com a expulsão dos invasores holandeses das terras brasileiras. A tela foi pintada pelo artista plástico e professor de pintura histórica brasileiro Victor Meirelles e a cena representa a vitória das tropas brasileiras contra as holandesas em 19 de abril de 1648, no primeiro dos dois confrontos ocorridos naquela batalha, travada na região do Morro dos Guararapes. O segundo confronto seria travado meses depois no mesmo local, em 19 de fevereiro de 1649, levando à expulsão definitiva das tropas holandesas da colônia, que só ocorreria em janeiro de 1654, com a assinatura da sua capitulação.:p.339
Inicialmente, a pintura sobre a batalha teria sido designada ao pintor paraibano Pedro Américo, encomendada pelo ministro do Império João Alfredo Correia de Oliveira. Aceita a proposta, o pintor foi à Itália e recolheu-se no Convento della Santíssima Annunziata de Florença para iniciar a obra. Pedro Américo desistiu de pintar a batalha encomendada e decidiu fazer uma tela retratando a Guerra do Paraguai, que se chamaria Batalha do Avaí. Com a desistência, o ministro transferiu a encomenda a Victor Meirelles, em 1872.:p.116
A obra de Meirelles é uma das pinturas históricas que mais circularam no Brasil, juntamente com telas como Primeira Missa no Brasil, também de sua autoria e Independência ou Morte, de Pedro Américo. Foi apresentada na 25.ª Exposição Geral da Academia Imperial de Belas Artes em 1879, no Rio de Janeiro, para cerca de trezentos mil visitantes. Havia também na exposição, obras de Pedro Américo, como a Batalha do Avaí, ambas representando episódios vitoriosos da "história militar nacional". A exposição, que a princípio destacava as qualidades das obras, dispostas lado a lado, passou a ficar marcada por um clima de rivalidade entre os autores, instigados pelas opiniões da imprensa.:p.42
Essa batalha também tem como particularidade ser o primeiro momento de comunhão nacional da história brasileira, no que se refere à defesa do território contra os invasores. Representa a união do povo brasileiro em prol de um sentimento nacional. Essa interpretação sobre a invasão holandesa foi construída no século XIX, embasada na produção historiográfica do Instituto Histórico e Geográfico Brasileiro (IHGB), criando-se a "memória visual da nação". As frequentes invasões holandesas e estrangeiras em geral, ocasionavam um laço nacional que unia as três etnias que formavam a sociedade da colônia na época, alinhando brancos europeus (portugueses), índios e negros, em um objetivo comum: a expulsão dos holandeses não só daquela região, que mais tarde seria denominada Nordeste do Brasil, mas também de todo o território da ainda colônia de Portugal.:p.105 Foi um acontecimento historicamente importante a ser retratado e que seria, mais de 170 anos depois, uma das mais fortes inspirações para a formação do Exército Brasileiro.

## Autor

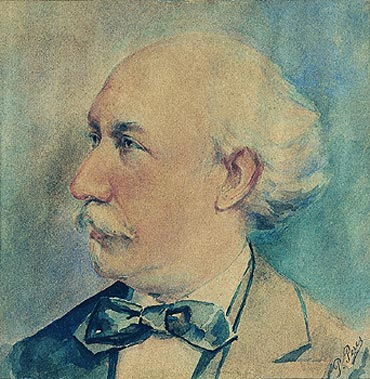
Victor Meirelles por volta de 1900.
Autor: Pedro Peres

Victor Meirelles (1832 – 1903) era natural de Nossa Senhora do Desterro (atual Florianópolis), na então Província de Santa Catarina. Aos seis anos de idade inicia seus estudos artísticos e aos quinze, muda-se para o Rio de Janeiro, então capital do Império, para estudar na Academia Imperial de Belas Artes (AIBA), especializando-se em pintura histórica. Aperfeiçoou-se na Europa, estudando em Roma e Paris durante sete anos, tendo produzido nesta última cidade, o seu quadro Primeira Missa no Brasil, considerado pela crítica a primeira grande obra de arte brasileira. Retorna ao Brasil em 1861 e, no ano seguinte, é nomeado professor de pintura histórica na AIBA. Antes da obra Batalha dos Guararapes, Meirelles já havia pintado temas indianistas como Moema, em 1866 e outros episódios históricos de batalhas, como Passagem de Humaitá e Batalha do Riachuelo, entre 1869 e 1872. Em 1885, funda uma empresa para produção de imagens panorâmicas do Rio de Janeiro e a partir de então passa a se dedicar a este estilo de pintura. Com a reestruturação da AIBA, depois da Proclamação da República em 1889, Meirelles é exonerado do cargo de professor e passa por um período de "marginalização", por ter sido o artista oficial do período monárquico. No entanto, deixou um legado considerado importante pela crítica para vários artistas da segunda metade do século XIX, depois de quase trinta anos como professor. Lamentando que suas obras tenham sido esquecidas, passa a realizar exposições públicas de suas pinturas panorâmicas para se manter até a sua morte, poucos anos depois.

## Descrição
A obra Batalha dos Guararapes, que pertence ao acervo do Museu Nacional de Belas Artes, na cidade do Rio de Janeiro, segue a técnica de óleo sobre tela, colorida, e possui 500 cm por 925 cm. Retrata uma das batalhas entre portugueses e holandeses que ocorreu no Morro dos Guararapes, em solo brasileiro, no período colonial do Brasil.
O quadro segue um movimento pertencente a um período de projeto de construção de moldes visuais da identidade nacional no Brasil, referente a estética romancista, fazendo das batalhas uma nova fonte de imagens evocativas do Brasil. O título do quadro refere-se ao nome que foi dado à batalha, relacionando-a com o nome do local onde ocorreu, "Morro dos Guararapes".:p.32, 79

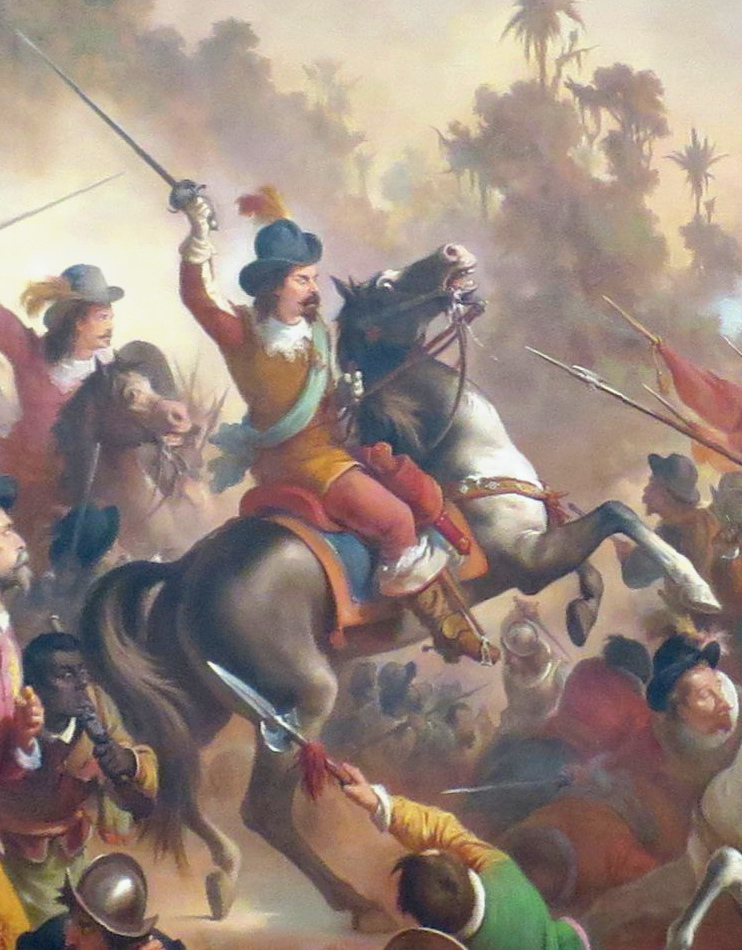
André Vidal de Negreiros em detalhe da pintura Batalha dos Guararapes (Victor Meirelles).

Centralizado e em destaque vê-se André Vidal de Negreiros, mestre de campo do Exército português, brandindo sua espada, montado num cavalo marrom e branco que empina no momento captado pelo artista, deixando sua imagem mais alta do que qualquer outra. Ao mesmo tempo, o mestre traça um golpe com sua espada contra o coronel holandês Keeweer, que o olha atordoado, caído no chão. Este é o ponto nevrálgico da cena. Ao redor do conteúdo central, muitos guerreiros com várias lanças, bandeiras e espadas se enfrentam, tendo uma concentração de homens ao redor do afrontamento dos dois chefes. A batalha está sendo vencida pelo exército português que se dispõe do lado esquerdo do quadro, tendo ao lado direito, vários holandeses mortos, feridos ao chão e outros ainda em pleno duelo, com seus corpos inclinados para frente, o que dirige o olhar do observador. Próximo ao coronel golpeado, estão guerreiros que o protegem do mestre português, acobertando-o como numa barricada e apontando suas armas para o inimigo. O cavalo branco do coronel holandês encontra-se ferido ao chão. Meirelles também representa as estratégias militares utilizadas e, dessa forma, expõe os guerreiros holandeses, que se dispunham em várias faixas humanas, criando-se fases do exército.:p.105 ss.
Logo atrás de André Vidal, avista-se o comandante da tropa, Barreto de Menezes, também montado a cavalo, mostrando sua espada e que vai à captura do governador dos holandeses, Sigismund von Schkopp. Do lado direito, alguns guerreiros mais afastados do caos da batalha ao centro, observam e comentam a cena. Os holandeses, assim como os portugueses, todos de pele branca, vestem roupas coloridas, de tons diversos: vermelho, verde, amarelo, azul, laranja, marrom, cinza, preto, e branco, cores que chamam atenção em suas roupas de tecidos grossos, vistosas, detalhadas, com penas, cinturões, acabamentos, botas de couro. Também usam armaduras de ferro e possuem numerosos equipamentos como escudos, lanças e espadas, estas últimas apontadas contra o inimigo. O exército português é composto por portugueses de pele branca e de alguns índios e negros os quais são mal representados, vestem roupas simples, alguns até estão sem armaduras. Os brancos possuem cavalos, e os de pele escura lutam todos no chão.:p.97 ss.
Ao lado esquerdo, em direção às terras do cenário, avista-se um grupo de soldados portugueses a cavalo em segundo plano, aproximando-se ferozmente da zona de combate. Estes são retratados com cores mais apagadas que se misturam com a vegetação e uma poeira envolvente. No lado inferior da tela, ao chão de terra batida com algumas manchas de sangue, estão vários homens feridos, mortos, jogados entre alguns galhos secos, armas e peças de roupas abandonadas. Outros, também ao chão, observam e se protegem da batalha, acuados. Todo o caos e movimentação da cena faz levantar uma poeira produzida pelo chão de terra, que envolve todo o quadro causando um efeito de moldura de penumbra. Filipe Camarão e Henrique Dias ocupam as laterais da tela, direita e esquerda respectivamente. Os grupos de guerreiros aos poucos desaparecem em direção ao espaço aberto, no fundo. Eles são representados de tamanho menor e com cores neutras o que gera um efeito visual de profundidade e grandeza da batalha, como se pelo enquadramento utilizado não fosse possível retratar o tamanho da batalha em si, mas um recorte específico: o golpe do português Vidal de Negreiros contra o holandês Keeweer.:p.97 ss.
O encontro dos exércitos se dá em primeiro plano, no Morro dos Guararapes, local com árvores altas, um chão plano terroso, largo. A paisagem ocupa o canto esquerdo superior da tela com um imenso céu azul que carrega nuvens e compõe juntamente com a poeira cinza. Meirelles compõe a topografia da região e insere ao fundo, em terceiro plano, o Cabo de Santo Agostinho, local que representa o motivo do confronto entre os dois grupos. Nesse plano mais distante, é usada uma técnica de profundidade com a utilização de uma paleta de cores apagadas, a cor branca e pouca nitidez, ao contrário do centro e dos primeiros planos do quadro onde há mais nitidez e cores vivas. Nota-se uma natureza composta por várias espécies de árvores, e o fluxo do mar em direção ao horizonte montanhoso.:p.72 ss.
A linguagem utilizada por Meirelles é clara e procura ser fiel ao acontecimento e ao local, tem a intenção de resgatar o espírito de uma época a partir de seus vestígios, já que as pinturas de batalhas tornaram-se, nessa época, formas de documentar as explorações reais, e de registrá-las como um testemunho ocular. O realismo artístico a partir do século XIX torna-se uma característica fundamental nas obras, notadamente na pintura histórica. A capacidade de captar o "real" passa a se sobrepor à função didática, embora não completamente. Os temas voltados para a história nacional passam a ser uma constante, substituindo gradualmente o interesse pela temática religiosa, havendo uma maior necessidade de se consultar fontes que ajudassem a compor a obra o mais fielmente possível, dentro de seu contexto histórico.:p.80

## Processo e inspirações

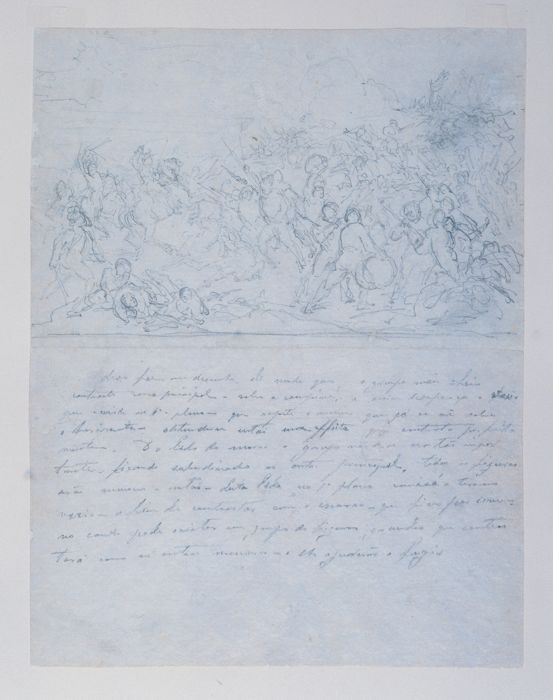
Estudo e anotações para o quadro.

Para a execução da obra Meirelles realizou alguns trabalhos de investigação. Um deles foi a ida ao Instituto Arqueológico, Histórico e Geográfico Pernambucano (IAHGP), onde pode visualizar e pesquisar sobre armas e outros utensílios presentes em sua tela. Outra pesquisa que fez foi através do acervo do Museu Histórico Nacional (MHN) onde estão vários equipamentos de defesa, cópias de instrumentos bélicos, nos quais Meirelles pôde se embasar para produzir a obra.:p.89
| “ | Assim em cerca de três meses que residiu no Recife, muitas vezes foi ao Guararapes, onde passou dias inteiros; percorreu Olinda, batendo de porta em porta, por assim dizer, em busca de uns quadros representando, segundo constara-lhe, a batalha que ia pintar, e, só depois de muito tempo, os pode encontrar, estragados, atirados a um canto, descolados, pois são pintados em madeira, representando dois, as duas batalhas dos Guararapes e o terceiro a das Tabocas; foi a Igarassu, por lhe falarem em quadros comemorativos da guerra holandesa, existentes na matriz de S. Cosme e S. Damião; foi ao Cabo de Santo Agostinho; visitou na capital todos os edifícios legados pelos batavos. Estudou tudo, pediu a tudo inspirações, procurou apoderar-se por intermédio dos despojos físicos, do espírito que os presidiu. | ” |

Sendo uma obra histórica, o artista utilizou como uma de suas principais fontes, a narrativa do historiador brasileiro Francisco Adolfo de Varnhagen, História das Lutas dos Holandeses no Brasil. Com as inúmeras informações e detalhamentos de como se disporia a batalha apresentada nessa narrativa, Meirelles compôs seu quadro em três partes, segundo a posição do exército português. O cuidado em ser fiel ao acontecimento fez da obra de Meirelles não só uma representação de um episódio histórico nacional, mas uma espécie de janela para esse passado.:p.73
O vínculo da narrativa com a obra é tão desenvolvido que obtém-se uma relação entre imagem e palavra. A influência é tão presente que a pintura não se limita a apenas expor a estratégia militar descrita na narrativa mas também representa o momento como um combate entre heróis e não entre civilizados e bárbaros. Segundo a historiadora francesa Christiane Raynaud, "a Batalha dos Guararapes parece tornar-se imagem-cópia de História das Lutas dos Holandeses no Brasil". Também nota-se a ideia de imagem-cópia através do resumo histórico que acompanha a tela, como uma espécie de tradução através da imagem, ao parafrasear o texto de Varnhagen.:p.73
A menção da obra do historiador foi uma estratégia utilizada por Meirelles para legitimar sua narrativa. O instrumento de citação de renomados historiadores, relatos de testemunhas oculares ou até de experiências pessoais do próprio artista no momento da própria batalha ou a observação in loco do lugar onde a mesma ocorreu, é várias vezes aplicado por pintores a fim de mostrar referências da sua criação visual. Esses mecanismos confirmam a narrativa como verdadeira e demarcam o limite do verossímil em uma pintura historiográfica, tornando a imagem mais crível.:p.79

## Contexto histórico
A obra Batalha dos Guararapes está inserida no período imperial do Brasil, mais especificamente no segundo reinado de D. Pedro II, produzida poucos anos depois de terminada a Guerra do Paraguai. A pintura está sintonizada com um anseio trazido pelo período, um projeto político-ideológico-cultural afirmado pela Academia Imperial de Belas Artes juntamente com o Instituto Histórico e Geográfico Brasileiro, que se preocupava com a construção de uma nacionalidade brasileira visual que incorporasse imagens do passado com lutas e heróis.
Havia, no Brasil do Segundo Império, a necessidade de uma nova legitimação política, já que agora a região tinha mais independência de Portugal e, nesse momento, ganharam importância e notoriedade as grandes histórias da formação nacional.
A Academia Imperial de Belas Artes do Rio de Janeiro recebeu diversas manifestações artísticas, tais como o neoclassicismo, o impressionismo e o romantismo, principalmente entre os anos 1850 e 1920, encaixando-se as obras de Meirelles nesta última estética, já que fez parte da primeira geração de pintores românticos nacionais, juntamente com Pedro Américo, Almeida Júnior, Rodolfo Amoedo, Henrique Bernardelli e outros. Apesar de ser adequadamente caracterizada como uma obra do romantismo brasileiro, é preciso observar que esta corrente no Brasil diluiu e amenizou muito o radicalismo passional dos primeiros românticos, considerado indecoroso e inadequado para os propósitos do Estado, além de ser marcada por um grande ecletismo, incorporando uma variedade de influências de outras escolas. No caso de Meirelles e da Batalha, são assinaladas influências barrocas e sobretudo neoclássicas. A primeira escola, muito estudada pelo artista em seu período de formação, é notada nos fortes contrastes de luz e sombra e no predomínio da cor sobre o desenho, elementos que foram recuperados já pelos primeiros românticos, e a segunda, na organização equilibrada, racional e pouco dramática da cena. Para Jorge Coli, tentar encaixar o estilo de Meirelles em uma escola específica pode ser bastante enganoso, e tende a prejudicar a compreensão do complexo contexto em que a obra surgiu.
É uma época, sobretudo, na qual o Brasil elege seus momentos mais memoráveis e os expõe para o mundo, de forma teatralizada, a partir de cores vibrantes pelas mãos de seus melhores artistas. Esses pintores, seguindo a estética romântica, empenharam-se em produzir cenários comemorativos de forma a dirigir o olhar do espectador para enquadramentos específicos. Ao representar o passado, Meirelles teve uma forte influência na criação do presente e do futuro, pois de certa forma criou, a partir de imagens, o que poderia se conhecer sobre a história do país. Trata-se da pedagogia de suas obras e de suas intenções em relação a forma com que a nação brasileira se organizava, esta guiada por uma perspectiva civilizadora. A partir de obras que alimentavam uma memória coletiva, era possível que o espectador relacionasse histórias individuais.
Pintores como Meirelles, um dos mais solicitados e considerado uma das maiores expressões da arte acadêmica oitocentista no Brasil, ao alimentar a ideia de identidade nacional em Batalha dos Guararapes, tinha controle não só dos olhares para o passado, mas também das projeções do que seria o futuro de um país, juntamente com o Estado que era contratante desses produtores e encomendava essas memórias. Em especial esse combate, ocorrido no dia 19 de abril de 1648, foi escolhido pelo autor por representar o sentimento de patriotismo, vencendo seu inimigo com coragem e braveza.
| “ | No memorável dia 19 de abril de 1648, destinado a marcar mais um triunfo em testemunho de quanto pode o ardor e o patriotismo de um povo, ferido nos seus brios e que, firme na verdadeira justiça da causa que defende, e pela fé com que combate, sabe ser o vencedor; acharam-se os dois exércitos enfrentados para renhida luta.:p.83 | ” |

Ao retratar a Batalha dos Guararapes, transforma a própria batalha num mero pano de fundo para uma cena na qual acontece uma comunhão entre o passado e os valores do presente como a honra, o patriotismo, o conhecimento. Esse relacionamento de valores com o pretérito esboça uma civilização composta numa comemoração. Desta forma, entende-se o século XIX guiado pelo romantismo, com uma estética que orienta a criação das cenas. O sucesso da política cultural propagada através das suas obras pode ser identificada, se analisadas as reações populares que estas causaram, como também a incorporação das mesmas nos livros didáticos de história nacional.
A obra Batalha dos Guararapes assim como Batalha do Avai, inserem-se num momento em que as representações de ações gloriosas começam a ser mais frequentes. Com a Guerra do Paraguai, a partir da década de 1870, houve uma mudança em relação à figura que representava o herói. Sendo antes a figura do monarca, agora também eram pintados os heróis anônimos.
| “ | Na representação da Batalha dos Guararapes não tive em vista o fato da batalha, no aspecto cruento e feroz propriamente dito. Para mim, a batalha não foi isso, foi um encontro feliz, onde os heróis daquela época se viram todos reunidos. A tela dos Guararapes é uma dívida de honra que tínhamos a pagar com conhecimento, em memória do valor e do patriotismo daqueles varões. Meu fim foi todo nobre e o mais elevado: era preciso tratar aquele assunto como um verdadeiro quadro histórico, na altura que a história merecidamente consagra aquele punhado de patriotas, que se lhes reconhece o direito. | ” |

Com a Guerra do Paraguai, alimentou-se um mito fundador da nação brasileira pautada num patriotismo herdado da vitória deste combate. Deste modo, a obra de Meirelles recebeu como uma de suas intenções, a reprodução desta ideia: relatar a união de brancos, índios e negros que se irmanaram com o objetivo de manter a soberania nacional. Na época da feitura do quadro, umas das preocupações do Império era justamente a construção dessa ideia de união em toda a nação brasileira. Outra intenção que carregavam as obras encomendadas neste período, foi a de motivar a população brasileira a esquecer as mazelas da guerra pois, mesmo vitoriosa, havia perdido vários soldados e ainda contabilizada os prejuízos.
A cena retratada na obra foi consequência de um passado exaustivo para muitos pernambucanos, vítimas da tirania das invasões holandesas em 1648. As frequentes opressões e sacrilégios geravam queixas e um sentimento de revolta nos brasileiros. Por seus legítimos direitos e pelo fim da exploração holandesa, reuniram-se todas as classes gerando um exército de negros, índios e brancos. Desta forma, pode-se constatar na obra, a presença conjunta do líder dos índios, Filipe Camarão, do líder dos pretos, minas e crioulos, Henrique Dias, e dos mestres de campo André Vidal de Negreiros, João Fernandes Vieira e Barreto de Menezes, que comandavam os brancos. Entre os motivos da batalha retratada, estava a ambição dos holandeses pela região do Cabo de Santo Agostinho, conhecida por ter bom êxito em suas colheitas.
| “ | A comparação entre as duas telas fez com que muitos tomassem partido da "Batalha de Guararapes" pela unidade e clareza da cena: uma composição sem unidade não existe; por conseqüência o quadro da Batalha dos Guararapes, não obstante seus defeitos de execução, é o primeiro, na ordem de merecimento por muitas razões, e especialmente por uma muito simples – a de ser o único que fica em campo. | ” |

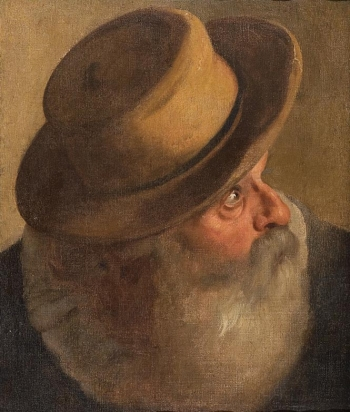
Estudo para um guerreiro.

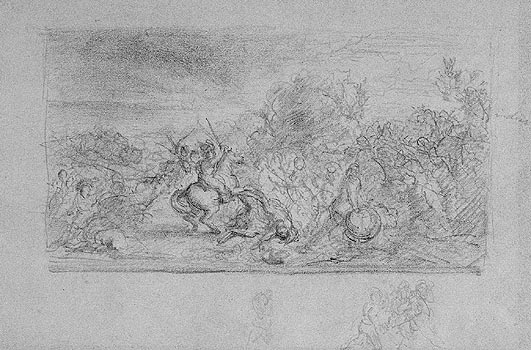
Esboço da composição completa.

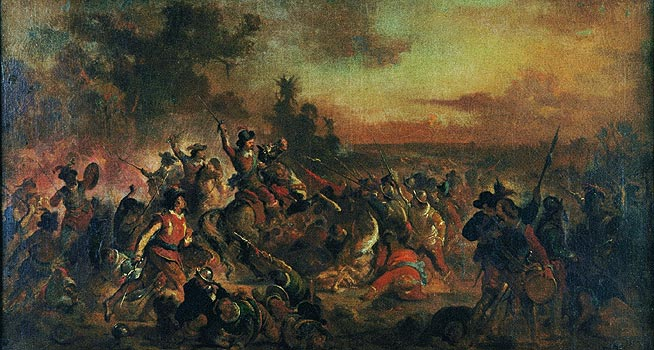
Estudo da composição completa em tamanho reduzido.

Meirelles teve uma preocupação científica ao fazer sua obra. Embasou-se nas teorias de Louis-François Lejeune que dissertou sobre pinturas militares. No século XVII, as pinturas de batalhas transformaram-se em uma maneira de documentação das explorações reais, e de registro de viagens, sendo o artista testemunha ocular. Essa tradição foi resgatada por Lejeune com sua obra retratando a Batalha de Marengo, com a qual pode-se traçar paralelos conceituais com a obra de Meirelles.
Uma das preocupações do pintor foi produzir sua obra seguindo a demanda de uma precisão histórica. Atentou-se aos detalhes que pudessem fornecer informações históricas como por exemplo, uma fiel representação do ambiente em que a batalha ocorreu, isto é, o cenário do fato histórico. Meirelles atentou-se com a topografia, as ruínas e montanhas que compunham a região, fazendo com que o espectador identifique e reconheça o lugar onde a cena se desenvolveu. Ao fundo da cena de batalha, na linha do horizonte, há o Cabo de Santo Agostinho.
Esta região, segundo a obra História das Lutas dos Holandeses no Brasil de Varnhagen, foi muito importante para o desenrolar da batalha representada. Havia interesse holandês pela área por tratar-se de uma região fértil, o que deflagrou na batalha no Morro dos Guararapes. A representação do Cabo de Santo Agostinho traz um resumo histórico do momento e ainda esclarece o leitor da importância da área na época, sendo um elemento que remete à história oficial e pesquisa do autor.
| “ | Corria boato que os holandeses preparavam-se para nova investida, tendo por ponto objetivo da sua exploração, com êxito certo de melhor colheita, o Cabo Santo Agostinho; situado em distância de 20 léguas de caminho, ao sul do Recife, que naquela época tanto se distinguia por seu grande desenvolvimento. (...) Barreto de Menezes, por sua parte, apenas teve notícia do ocorrido, convoca o conselho que decide sair logo ao encontro do inimigo. (...) No último plano, sobre o horizonte, vê-se o Cabo de Santo Agostinho. | ” |

Outra forma utilizada pelo autor para legitimar a narrativa de sua obra e aproximá-la ao verossímil, foi a representação das estratégias militares adotadas pelos dois exércitos, estratégias estas as quais Meirelles já tinha algum conhecimento. Dessa forma, a obra Batalha dos Guararapes recorta um momento específico da trama, com enfoque em ações e personagens especiais.
Como solicitado, o autor ressaltou a vitória e união do exército português, auxiliando na construção da ideia de bem-estar da pátria e fundação de uma identidade nacional. Apesar do horror e violência também representada, o orgulho nacional, o patriotismo, de certa forma, rouba a cena. É importante salientar que embora a ideia de união de etnias e povos tenha sido abordada na obra, esta não deixou de ser feita de forma hierarquizada, como demonstra os elementos distribuídos na tela. Os brancos foram representados por figuras como os mestres de campo André Vidal de Negreiros, João Fernandes Vieira, Dias Cardoso e Barreto de Menezes e Dias da Silva, os índios por Filipe Camarão e os negros por Henrique Dias. Dessa forma, a história nacional de miscigenação ganhava sua primeira imagem com Victor Meirelles.
A representação do exército real, ressaltando o branco como exemplo de civilização a ser seguido pelas demais raças era uma tendência da tradição oitocentista. A ideia de união baseava-se justamente na premissa de que a nação brasileira, se unida, teria forças e oportunidades para vencer qualquer outra civilização, confrontando o movimento de repúdio ao "outro" no qual se constituía a nação brasileira. Este "outro", sendo estrangeiro, recebia a definição de bárbaro e a ideia de que a os brasileiros representavam o ideal de civilização do Novo Mundo.
| “ | Guararapes opera uma síntese das raças na mesma luta e funda a primeira legitimação de um país que se descobre senhor de seus destinos políticos. O feito guerreiro é batismo de fogo dessa solidariedade entre brasileiros, e a garantia de um sentimento inabalável. | ” |

Mesmo de compromisso com a exaltação do orgulho nacional, Meirelles não inferioriza os guerreiros holandeses, e sim, os representa com braveza e dignidade até mesmo no momento em que são derrotados, detalhe que enfatiza a sincronia da pintura com a obra de Francisco Adolfo de Varnhagen. Debatendo as críticas, o pintor explica que seu objetivo foi ressaltar todos os heróis reunidos.:p.107
| “ | Na representação da Batalha dos Guararapes não tive em vista o fato da batalha no aspecto cruento e feroz propriamente dito. Para mim a batalha não foi isto, foi o encontro feliz, onde os heróis daquela época se viram todos reunidos. A tela dos Guararapes é uma dívida de honra que tínhamos a pagar, com reconhecimento, em memória do valor e patriotismo daqueles ilustres varões. Meu fim foi todo nobre e o mais elevado; era preciso tratar aquele assunto como um verdadeiro quadro histórico, na altura que a história merecidamente consagra àquele punhado de patriotas que, levados pelo entusiasmo e pelo amor da pátria, se constituíram assinalados beneméritos. A minha preocupação foi tornar saliente, pelo modo que julguei mais próprio e mais digno, o merecimento respectivo de cada um deles, conforme a importância, que se lhe reconhece de direito. | ” |

A obra traz a ideia de heroísmo nacional extremamente necessário para a época em que foi lançada, final do século XIX, quando ainda havia reflexos da Guerra do Paraguai na sociedade e na economia.
Esse conjunto de motivos e aspirações fazia também parte essencial da tradição acadêmica da pintura histórica, que foi sempre o gênero mais prestigiado pelos acadêmicos, considerado o mais nobre e completo, e o palco ideal para a consagração de ideologias políticas e sociais, importante também por suas fortes associações educativas e morais. Além disso, em vista das dificuldades de execução e seu caráter erudito, o gênero se prestava especialmente bem para testemunhar a cultura e o preparo técnico superiores do artista. Essa tradição vinha desde o tempo da fundação da Academia Imperial por um grupo de artistas franceses, que procuraram imitar no Novo Mundo o modelo da afamada academia francesa. Apesar da pintura histórica ter tardado para se afirmar no Brasil, a partir da década de 1840 o tema passou a ser muito debatido, especialmente no âmbito do Instituto Histórico e Geográfico Brasileiro, na época o principal espaço de gestação e articulação dos fundamentos ideológicos da arte patrocinada pelo Estado, caracterizando o debate por um fiel alinhamento com o programa nacionalista imperial. Para os membros do Instituto e os dirigentes da Academia, como afirma a historiadora de arte Maraliz Vieira Christo, "a continuidade entre passado, presente e futuro seria o fio condutor a tecer a memória nacional". Coube a Victor Meirelles e ao seu maior rival, Pedro Américo, o papel de principais representantes da tradição da pintura histórica no Brasil durante o período imperial, na qual a Batalha é um dos exemplos mais destacados.

## Recepção e críticas

### Verossimilhança da cena
A obra de Meirelles foi alvo de diversas críticas e debates por tratar de um momento histórico e haver diferentes opiniões sobre como ele realmente ocorreu e deveria ser representado. Em 1879, Meirelles foi acusado de produzir uma cena enganosa sobra a invasão holandesa. Alegava-se que este acontecimento não poderia ter sido retratado de maneira tão pacífica. Diferentes opiniões sobre como a cena ocorreu conflitavam com as pesquisas que o próprio autor havia feito antes de produzir a obra, como seu meticuloso trabalho em Pernambuco, onde realizou estudos e pesquisas no Instituto Arqueológico, Histórico e Geográfico Pernambucano (IAHGP) e pode visualizar armas e outros adereços que o auxiliaram na confecção da tela.:p.70
Um dos críticos da obra foi o pesquisador Donato Mello Júnior, cujos ataques às obras de Victor Meirelles e Pedro Américo marcaram presença nas exposições de 1879, com suas publicações de artigos em folhetins. Diversos críticos especializados em artes plásticas dividiram-se nas opiniões sobre as obras e seus autores. Havia também publicações de articulistas anônimos em jornais, recurso permitido pela imprensa no século XIX, ou pseudônimos, com o intuito de destruir a reputação dos artistas e de negar a seriedade jornalística. As acusações eram diversas, desde plágio dos artistas, até representações falsas ou inapropriadas de pessoas, objetos, adereços, cenas, alegando a falta de comprometimento com a fidelidade da obra ao passado.
Alguns dos princípios do artista André Félibien foram adotados por Meirelles, em resposta à acusação de ausência de emoção em Batalha dos Guararapes, como a teoria do princípio de unidade da obra. Essa doutrina exigia uma idealização na composição para que todas as figuras fossem associadas e auxiliassem na caracterização da ação do herói retratado, ou seja, todo o recorte deveria servir a ação virtuosa central no mesmo momento. Esta regra sistematizada seria aplicada em pinturas do gênero histórico, segundo Félibien, categoria esta que contribuiu demasiadamente para o ensino acadêmico além de possibilitar ao pintor um status e reconhecimento social valoroso.:p.76
| “ | Outros princípios também pregados por André Félibien sobre a teoria da pintura foram citados por Meirelles, na defesa de sua obra, como a importância das perspectivas, do claro e do escuro, das ordenações das figuras, das proporções. | ” |

O artista sentiu a necessidade de desenvolver uma crônica com o objetivo de esclarecer a tradição artística europeia que sua obra seguia, citando alguns preceitos da arte acadêmica aos quais seguiu para a sua produção, e coloca como principal a unidade de composição. Meirelles conta que sua obra traz um recorte específico central, e elimina de sua narrativa tudo que possa confundir a compreensão da mensagem principal. Por fim, legitima toda a sua produção, alegando que esta segue uma tradição que concebe apenas obras de arte guiadas pelo princípio de unidade.:p.75
| “ | Os episódios, por mais pitorescos e característicos de uma batalha, cujo fim fosse tão somente representar a destruição ou o extermínio de uma raça pela outra, não poderiam, na tela dos Guararapes, contribuir senão para excitar o interesse calculado pelo artista, que só cogitou de chamar a atenção do espectador sobre as personagens principais. (...) O movimento na arte de compor um quadro não é, nem pode ser tomado no sentido que lhe querem dar os nossos críticos. O movimento resulta do contraste das figuras entre si e dos grupos entre uns e outros; desse contraste, nas atitudes e na variedade das expressões, assim como também nos efeitos bem calculados das massas de sombra e de luz, pela perfeita inteligência da perspectiva, que, graduando os planos, nos dá também a devida proporção entre as figuras em seus diferentes afastamentos, nasce a natureza do movimento, sob o aspecto de verossímil, e não cunho do delírio.:p.244 | ” |

Desta forma, Meirelles utiliza os conhecimentos de sua formação artística, ricos em doutrinas da tradição pictórica e combina suas pesquisas sobre a Batalha dos Guararapes, para afirmar que a figura é uma representação verossímil, e não fonte de sua imaginação. Outra crítica que recebeu foi a feita pelo Jornal do Commercio, em 1879, que acusava o pintor de representar modelos de armas e roupas que pertenciam a um certo "Teatro do Sr. Ferrari", e não os originais utilizados na época do combate.:p.89 :p.24–25
| “ | Modelos desenhados também os não há no Brasil, e como estes objetos indispensáveis à feitura de um quadro histórico, faltam muitos outros (...). Com estes elementos ou, melhor ainda, com a falta deles, pintou o Sr. Vítor Meireles a sua Batalha dos Guararapes. Agora, pergunto eu, poderá alguém exigir neste quadro: exatidão na aparência dos principais personagens do quadro, verdade absoluta nos acessórios, e correção minuciosa no desenho do nu, quando Vítor Meireles não teve a sua disposição nem retratos, nem museus, nem modelos? Em que poderá, com justiça, exercer-se severidade para o quadro deste pintor? Composição? :p.24-25 | ” |

Em resposta à crítica, Rangel de Sampaio, amigo de Meirelles, lembra que o pintor se deslocou até Pernambuco com o propósito de pesquisar e de fato, ver diversos artefatos da época referida. Mesmo sem possuir em abundância como na Europa, o Instituto Arqueológico Pernambucano armazenava modelos dos itens em questão. Além dos vestuários e acessórios, Sampaio também afirma que Meirelles examinou o próprio lugar onde a batalha havia ocorrido.:p.89
| “ | O que diz Rangel de Sampaio sobre a viagem de Meireles a Pernambuco: consciencioso como é, atento ao estudo topográfico, e todos os acidentes físicos, que se ligam aos assuntos que intenta imortalizar em suas telas, ele, encarregado de comemorar a batalha dos Guararapes, ia examinar o teatro da ação. E fazia bem. Os lugares célebres como que se prestam a narrar-nos os gloriosos feitos de que foram testemunhas.:p.10 | ” |

### Representação do índio Filipe Camarão

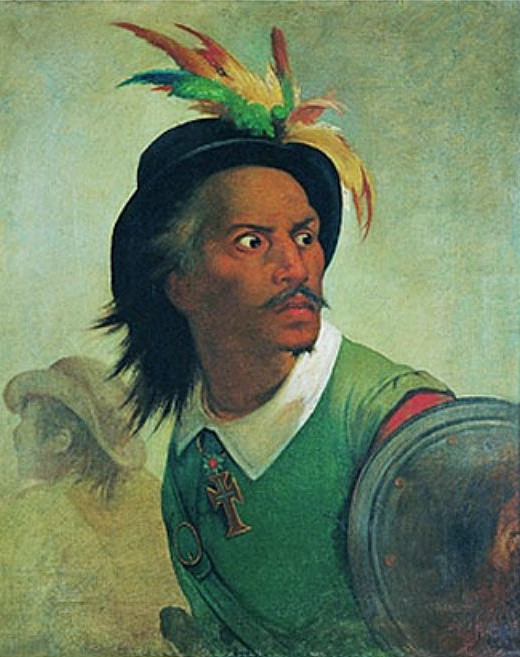
Filipe Camarão representado na obra.

Outra crítica relacionada à obra de Meirelles foi a contestação da representação do índio Filipe Camarão, o qual, segundo a crítica, estaria mal desenhado já que sua imagem, na época em que participou da batalha, não apresentaria a jovialidade retratada na obra. Mais uma vez o artista utilizou-se da obra de Varnhagen, História das lutas com os holandeses no Brasil, para se justificar. Nesta bibliografia, o historiador apresenta uma análise da vida de Camarão, como o ano em que faleceu, em que foi batizado, mesmo ano em que ocorria a disputa pela Coroa, em Portugal, entre dois religiosos, sendo o nome de Filipe uma homenagem a eles. Comprovava-se, assim, que Meirelles não havia errado na sua representação, pois ele mesmo rebateu que havia acrescentado mais idade à figura de Camarão.:p.97
Outras críticas foram feitas sobre ao modo com que Filipe Camarão foi representado, principalmente na época de execução do quadro, quando sua obra recebeu as mais variadas visitas. Muitos dos visitantes julgaram imprópria a maneira com que foi representado um dos heróis da batalha, pois jamais poderia ser colocado como um idoso ou uma pessoa decadente, pois fugiria da ideia da imagem de um herói nacional. Neste momento, teve-se um conflito entre a função da moral da pintura e seu compromisso com a fidelidade ao passado. A figura de um herói não deveria ser desconstruída e sim reforçada como exemplo para a posterioridade. Desta forma, o pintor não deveria prender-se a esses preciosismos históricos. Para aqueles visitantes, a função mais importante de uma obra era seu papel pedagógico, mesmo que comprometesse seu aspecto verossímil. No entanto, após a polêmica, o pintor alterou a imagem do personagem.:p.97
| “ | Uma circunstância, porém, que julguei não dever desprezar, pela sua origem respeitosa, foi que me fez alterar a fisionomia do índio em questão, para dar-lhe a aparência que hoje se nota na tela dos Guararapes e que se particulariza como defeito... (...) O Sr. Desembargador Tristão de Alencar Araripe, por mais de uma vez honrando com sua presença o meu atelier, também manifestou o seu pesar por ver assim caracterizado aquele personagem. E eu, que só desejo acertar, já pela fé que me mereciam as observações judiciosas, já por não parecer uma obstinação, entendi dever ceder, modificando-o no sentido em que hoje o apresento.:p.241 | ” |

Antes de ceder, Meirelles continuou o debate, agora embasando seus argumentos na obra do naturalista francês Alcide d'Orbigny, O homem americano da América Meridional. Nessa bibliografia, se afirmava que os índios possuíam um processo de envelhecimento diferente, que se dava de forma mais lenta, assim como a manifestação dessa passagem de tempo na sua estética. Mesmo com cem anos, os índios permaneceriam com sua apresentação jovem.:p.98
| “ | Mais de uma pessoa me afirmou que Camarão, que eu havia representado, apesar dos seus setenta anos, não podia ser afigurado como velho, porque era ele índio, e que essa raça do norte, tão robusta, só começa a mostrar indícios de velhice depois de cem anos, e ainda em apoio de uma tal asserção temos o que nos diz d'Orbigny na sua obra O homem americano da América Meridional.:p.241 | ” |

A escolha por representar Camarão com uma imagem jovial, mesmo este possuindo setenta anos de idade, foi fundamentada em fontes consultadas por Meirelles, pelo seus conhecimentos pictóricos e sobre o tema e também em teorias raciais da época, ou seja, esse ato seguia um teor científico histórico. Assim sendo, a representação de Camarão é uma marca de enunciação da obra que marcou um momento de diálogo entre a pintura histórica e a disciplina história.:p.98